# Brandenburger SC Süd 05
Der Brandenburger SC Süd 05 ist ein Sportverein aus Brandenburg an der Havel. Bekannteste Abteilung des Vereins sind die früher in der zweithöchsten DDR-Spielklasse spielenden Fußballer. Daneben gibt es die Abteilungen Kanu, Radsport, Turnen, Volleyball und Wasserwandern. Die frühere Abteilung Kegeln trat der SG Rot-Weiss Brandenburg bei. Heimstätte der Fußballer ist der Werner-Seelenbinder-Sportplatz in Brandenburgs Stadtteil Nord. Direkter Vorläufer Süds war die BSG Motor Süd Brandenburg. Historische Sektion der BSG war beispielsweise Radsport auf der ehemaligen Radrennbahn am Werner-Seelenbinder-Sportplatz.

## Geschichte

### Von der Gründungsphase bis zum Zweiten Weltkrieg
Schon im Jahre 1901 wurde auf der sogenannten Musterwiese außerhalb der städtischen Bebauung Fußball gespielt. Im Frühjahr 1902 wurde durch Inserat zur Gründung eines Fußballvereines geladen. Im Altstädtischen Schützenhause fanden sich 15 Sportbegeisterte zusammen und gründeten den Fußballclub Germania. Durch Unstimmigkeiten im Verein kam es zur Abspaltung einiger Fußballer, die den Verein Tasmania gründeten. Dieser Zustand währte aber nur kurze Zeit.
Auf einer gemeinsamen Tagung im Weißen Schwan am 13. Oktober 1905 vereinigten sich beide Vereine, legten ihre Namen ab und gründeten den Brandenburger BC 05, der die Farben der Chur- und Hauptstadt Blau-Weiß-Grün als Vereinsbanner wählte. Das erste Spiel unter dem Vereinsnamen fand am 22. November 1905 gegen Preußen Burg (bei Magdeburg) statt und endete 0:2.
Der erste „Titelgewinn“ 1912 war die Meisterschaft des Bezirkes. Damit verbunden war der Aufstieg in die zweithöchste Spielklasse der Provinz Brandenburg.
Nach Ausbruch des Ersten Weltkriegs musste der Spielbetrieb im März 1916 eingestellt werden. Aber bereits im Juni 1918 wurde zum Wiederbeginn aufgerufen. Es gelang der Vereinsführung die Schützenwiese zu pachten. Durch wenige alte (viele waren gefallen oder verwundet) und junge Kräfte gestärkt, eröffnete bald wieder der Brandenburger Ballspiel-Club den Spielbetrieb. Der BBC 05 wurde der 1. Klasse des Bezirkes Brandenburg-Rathenow zugeordnet und konnte bald in alter Stärke aufspielen.
In der Saison 1922/23 gelang dann der nächste Titelgewinn. Der BBC wurde Meister der 1. Klasse im Bezirk Brandenburg/Rathenow und stieg zur Westkreisliga, der damals zweithöchsten Spielklasse in Berlin-Brandenburg, auf.
Erfolgreich waren die zwanziger Jahre auch in der Jugendarbeit. Meisterschaft auf Meisterschaft wurde errungen. Die 1. Schülermannschaft wurde zwischen 1920 und 1930 neunmal Meister, die 1. Jugend und die 1. Junioren je dreimal. Die 1. Schüler wurden darüber hinaus im Jahre 1927 Sieger am DFB-Jugendtag.
Diese Klasse konnte bis zur Saison 1931/32 gehalten werden. Im Jahr 1932/33 nun in der dritthöchsten Spielklasse (Gauklasse A) spielend, gelang es sofort wieder, den aufstiegsberechtigenden 1. Platz zu belegen. Durch die veränderte politische Situation in Deutschland und der damit verbundenen Umstrukturierung des Fußballs im Deutschen Reich (Einführung der 16 Gauligen) wurde der sportlichen Qualifikation bei vielen Vereinen auch noch eine politische hinzugefügt, welche der BBC 05 nicht bestand. Immerhin wurde er aber nicht verboten. Durch die Zwangsangliederung verschiedener Brandenburger Vereine (wie z. B. dem FVB, sowie anderer Sportgruppen wie Ringer usw.) wurde im August 1933 der BSC 05 gegründet. Unzweifelhaft profitierte der ehemalige BBC 05 durch den Zugang einiger starker Spieler von dieser politischen Entscheidung.
In der Saison 1933/34 belegte der BSC 05 der I. Kreisklasse Prignitz-Rathenow wiederum überlegen den 1. Platz und stieg nun wieder in die Bezirksklasse (zweithöchste Spielklasse) auf. Schon im Jahr 1935 spielte der BSC 05 in der Aufstiegsrunde mit sechs anderen Mannschaften um den Aufstieg in die Gauliga Berlin-Brandenburg. Diese Entwicklung kam für den BSC 05 noch etwas zu früh. Aber zwei Jahre später gelang das große Ziel. Zusammen mit Friesen Cottbus schafften zwei Provinzvereine den Sprung in die Berliner Phalanx.
Bereits im zweiten Gauligaspiel konnte gezeigt werden wie stark die „Provinzmannschaft“ ist. Tennis Borussia Berlin wurde vor über 5000 Zuschauern mit 3:1 geschlagen. Bis 1941/42 konnte die Klasse gehalten werden. In den Aufstellungen der Gauligaspiele standen solche Namen wie W. Kausmann I, P. Wiese, H. Rinkenbach I, W. Schuder, Sontowski, Bertz, P. Woischke, Münscher, Hage, aber auch Gastspieler wie Hans Neuweiler (1. FC Pforzheim), Raasch (Hertha BSC, Wacker 04 Berlin), der ehemalige 7-fache Nationalspieler Tiefel (BSV 92, Eintracht Frankfurt), Leo Rutecki (SpVgg Herten, SC Münster 08) oder Braunert (Fortuna Leipzig, Einheit Leipzig/Ost). Oft wurden den großen Vereinen wie Union Oberschöneweide oder Hertha BSC Paroli geboten und vor bis zu 10.000 Zuschauern der ein oder andere unerwartete Erfolg errungen. Zweimal stand man noch in den Aufstiegsspielen zur Gauliga, schaffte aber diesen Aufstieg nicht mehr. Der Blutzoll des Zweiten Weltkrieges war nicht mehr auszugleichen. Im September 1944 wurde der Spielbetrieb eingestellt.

### Vom Wiederbeginn nach dem Zweiten Weltkrieg bis heute
Nach dem 8. Mai 1945 versuchten die Menschen auch in der Stadt Brandenburg wieder zum Alltag zurückzukehren. So kam es zu Freundschaftsspielen zwischen den Stadtteilen und zu Städtespielen. Auch hier waren die berühmten Namen aus der Vorkriegszeit in den einzelnen Aufstellungen wiederzufinden. Leider waren aber zu viele gute Fußballer auf den Schlachtfeldern des Zweiten Weltkrieges gefallen. Neben den vielen weniger bekannten Spielern fielen zum Beispiel Paul Woischke, Otto Hage, Günter Kausmann II und Willy Tiefel.
1946/47 fand dann die erste Spielserie „Rund um Berlin“ statt. Auf Grund des politischen Sonderstatus Berlins wurde die Provinz Brandenburg nicht im Berliner Spielbetrieb aufgenommen. Selbst die sowjetische Militärverwaltung zeigte noch kein besonderes Interesse, dies zu ändern. Daher organisierten engagierte Funktionäre in Potsdam diese Spielserie, damit der Fußball in der Provinz nicht ganz zum Erliegen kam. Als Nachfolger des BSC 05 ist dabei die SG Brandenburg-West anzusehen; obwohl in der anderen Brandenburger Nachkriegsmannschaft, der SG Polizei Brandenburg (Nord) die meisten ehemaligen Gauligaspieler spielten. Ab 1948 spielte man unter dem Namen BSG Traktorenwerke Brandenburg.
Bei der Bildung der DDR-Oberliga wurde keine Mannschaft aus Brandenburg berücksichtigt, der Brandenburger Fußball hatte nicht mehr die Vorkriegsstärke erreichen können. Die guten Spieler zog es an den Berliner Stadtrand oder in die kohlereiche Lausitz, weg vom zerstörten Industriezentrum Brandenburg.
Um dem Problem mangelnder Qualität zu begegnen, bildete 1949 die BSG Traktorenwerke West mit den weiteren BSGen (u. a. BSG Ernst Thälmann und BSG Konsum) die ZSG Werner Seelenbinder Brandenburg.
Trotzdem erreichte man nicht mehr die Spielstärke der ehemals gleich starken oder auch schwächeren Mannschaften wie Rotation Babelsberg (Nowawes) oder Aktivist Brieske/Ost (Grube Marga).
1950 wurde die ZSG wieder aufgelöst. Die Ligazugehörigkeit übernahm die BSG Traktorenwerke Brandenburg, aus der am 20. Februar 1951 schließlich die BSG Motor Süd Brandenburg gegründet wurde.
Der BSG Motor Süd gelang 1952 der Aufstieg in die DDR-Liga. Nach dem Abstieg 1955 spielte die Mannschaft sieben Jahre bis 1962 in der II. DDR-Liga, der dritthöchsten Spielklasse.
Im Jahre 1958 stand die Mannschaft kurz vor dem Sprung in die zweitklassige DDR-Liga, allerdings ging das entscheidende Spiel gegen Dynamo Dresden mit 2:4 n. V. verloren.
In der Saison 1961/62 gelang schließlich der Aufstieg, allerdings konnte die Spielklasse nicht gehalten werden.
Große Erfolge gab es in den 1950er und 1960er Jahren in der Nachwuchsarbeit. Die 1. Schülermannschaft wurde 1965 DDR-Meister, die Jugend 1955 DDR-Vizemeister. Unzählige Erfolge kamen in der Nachwuchsabteilung dazu, die unter Führung sehr guter Trainer erzielt wurden. Viele gute Spieler konnten dies später, auch bei höherklassig spielenden Vereinen, beweisen. Stellvertretend seien hier nur Lutz Eigendorf und Steffen Freund genannt.
Die erste Männermannschaft spielte in den Folgejahren nach 1963 in der Bezirksliga Potsdam. Dreimal (1978, 1980 und 1983) gelang noch der Aufstieg in die DDR-Liga, es folgte jedoch jeweils der sofortige Wiederabstieg.
Am 8. Juni 1990 wurde die BSG Motor Süd in BSC Süd 05 umbenannt und kehrte so zu ihren Vorkriegswurzeln zurück.
Mit der Neueinteilung der Klassen nach dem Eintritt des NOFV in den DFB kam der BSC Süd 05 1990 in die Bezirksliga. Durch eine Spielgemeinschaft mit Chemie Premnitz konnte man jedoch in der Landesliga spielen und behielt diesen Status auch 1991 nach der Lösung der Spielgemeinschaft. 1999 gelang der Sprung in die Oberliga. Nach fünf Jahren in dieser Spielklasse stieg der Verein 2004 wieder ab, qualifizierte sich aber 2008 erneut für die Oberliga und konnte die Klasse in den folgenden Jahren auch halten. 2022 stieg der Verein wieder aus der Oberliga ab.

## Erfolge
- 5 Spielzeiten in der Gauliga Berlin-Brandenburg: 1937/38, 1938/39, 1939/40, 1940/41, 1941/42
- Oberliga Nordost (5. Spielklasse): 1999–2004, 2008–2022
- Brandenburgischer Fußballmeister: 1952
- Brandenburgischer Landesmeister: 1999
- Landespokalfinale Brandenburg: 2003, 2010

## Bekannte Spieler
- Lutz Eigendorf
- Steffen Freund
- Jörg Fügner
- Andreas Lindner
- Eckhart Märzke
- Günter Schröter
- Uwe Schulz
- Harald Seeger
- Kurt Arndt
- Guido Spork
- Patrick Moritz
- Elvis Rexhbeçaj